# Allan Andersson (politiker)
Johannes Allan Andersson (i riksdagen kallad Andersson i Tungelsta), född 22 januari 1886 i Forsheda församling, Jönköpings län, död 17 februari 1966 i Västerhaninge, Stockholms län, var en svensk småbrukare och riksdagsledamot (socialdemokrat). Han var gift med lärarinnan Ragnhild Andersson, född Roos (1890–1984).
Andersson var ledamot av riksdagens andra kammare 1922–1924 och 1926–1952 för Stockholms läns valkrets. Han var även landstingsledamot från 1919.
Han omnämns i Ivar Lo-Johanssons memoarbok Pubertet som bibliotekarie i det lokala IOGT.